# Sojwe
Sojwe est une ville du Botswana.